# Юшкевич Анатолій Климентійович
Юшкевич Анатолій Климентійович (1 (13) вересня 1877 року, с. Пекарі Київської губернії Російської імперії — † * ?) — військовик, учасник Російсько-японської та Першої світової війни, походив із дворянського та священицького роду Юшкевичів (на підставі постанови Правлячого Сенату Російської імперії від 8 (21) червня 1903 року № 2069 внесений до третьої частини Родовідної книги дворян Київської губернії).

## Життєпис
Анатолій Юшкевич народився 1 (13) вересня 1877 року у сім'ї отця Климентія Васильовича Юшкевича та його дружини Юліани Микитівни. Батько був парафіяльним священником у селах Пекарі Черкаського повіту та Розсохуватка Звенигородського повіту Київської губернії.
Здобув освіту у Київській семінарії та Чугуївському піхотному юнкерському училищі.
19 грудня 1901 року (1 січня 1902 року) присвоєно звання підпоручника. З 31 березня (13 квітня) 1902 року обіймав посаду ад'ютанта першого батальйону 169-го піхотного Ново-Трокського полку.
Був учасником Російсько-японської війни у складі 2-ого Східносибірського стрілецького полку (згодом 2-й Сибірський стрілецький полк). З 20 вересня (3 жовтня) 1905 року — поручник, а з 16 (29) грудня 1909 року — штабскапітан.
Брав участь у Першій світовій війні у складі 14-ї роти 2-ого Сибірського стрілецького полку. Під час Лодзької битви 15 (28) листопада 1914 року отримав поранення біля с. Сержня (на даний час — Польща, Лодзинське воєводство). З 25 січня (7 лютого) 1915 року — капітан і командир 14-ї роти 2-ого Сибірського стрілецького полку, з 29 травня (11 червня) 1916 року — підполковник. Наказом від 12 (25) липня 1916 року був звільнений у відставку.

## Нагороди
- Орден Святого Станіслава III ступеня (1908)
- Мечі і бант до Ордену Святого Станіслава III ступеня (16 (29) червня 1915 року)
- Орден Святого Володимира IV ступеня з мечами і бантом (2 (15) серпня 1915 року)
- Орден Святого Станіслава II ступеня з мечами (5 (18) вересня 1915 року)
- Орден Святої Анни III ступеня з мечами і бантом (9 (22) жовтня 1915 року)
- Орден Святої Анни II ступеня з мечами (31 жовтня (13 листопада) 1916 року)